# Référendum algérien de 1988
Le référendum algérien du 3 novembre 1988 tend à faire adopter une nouvelle version de la Charte nationale votée deux ans plus tôt par le référendum de janvier 1986. 

## Préparation du référendum
Les changements ont été proposés par le gouvernement, et ont constitué des amendements à quatorze articles (destinés à réduire le pouvoir du parti au pouvoir, le Front de libération nationale (FLN)). Toutefois, les dirigeants de l’opposition se sont opposés aux changements nécessaires pour aller plus loin dans le sens du pluralisme politique et ont appelé le public à boycotter le vote. Néanmoins, les amendements ont été approuvés par 92,3 % des électeurs avec un taux de participation de 83 %.

## Résultats
Les chiffres suivants :
Votants : 10 435 046 

Exprimés : 10 122 106 

OUI : 9 341 429 

NON : 780 677 

BLANC : 312 940 

TOTAL : 10 435 046 